# ズルツバッハ＝ラウフェン
ズルツバッハ＝ラウフェン (ドイツ語: Sulzbach-Laufen) は、ドイツ連邦共和国バーデン＝ヴュルテンベルク州シュヴェービッシュ・ハル郡に属す町村（以下、本項では便宜上「町」と記述する）。

## 地理

### 位置
ズルツバッハ＝ラウフェンはコッハー川の渓谷に位置している。

### 隣接する市町村
北はオーバーゾントハイム、北東はビューラーツェル、東はアーデルマンスフェルデン、南東はアプツグミュント、南はエシャッハ、南西はクシュヴェント（以上4つはオストアルプ郡）、北西はガイルドルフと境を接する。

### 自治体の構成
首邑であるズルツバッハ＝ラウフェンには、約2,000人の人口がある。これ以外の住民は、55の居住区や小集落に住んでいる。

## 行政
この自治体は、ガイルドルフに本部を置くリムプルガーラント行政共同体に属している。

### 首長
首長の任期は8年。現在の首長であるマルクス・ボックは2006年7月23日にハインリヒ・コッヒェンベルガーからこの職を引き継いだ。

### 友好都市
- アイバウ（ドイツ、ザクセン州）

## 見所
山頂に建つヘールベルク教会は、ズルツバッハ＝ラウフェンの象徴的建造物であり、コッハー渓谷の『贅沢な宝石』という記述が多く見られる。この教会は15世紀にガイルドルフ献酌侍従アルブレヒトによって建設された。塔の鐘は1497年に鋳造された。

## 引用
1. ↑  Statistisches Landesamt Baden-Württemberg – Bevölkerung nach Nationalität und Geschlecht am 31. Dezember 2023 (CSV-Datei)